# Про Колчака, кропиву та інше (оповідання)
"Про Колчака, кропиву та інше" (рос. О Колчаке, крапиве и прочем)  ― оповідання російського радянського письменника Михайла Олександровича Шолохова, написаний у 1926 році.

## Публікації
Розповідь "Про Колчака, кропиву та інше" вперше опубліковано в «Селянському журналі», 1926 року, № 5. Входив в авторський збірник «Про Колчака, кропиві та інше» (1927) і «Лазурова степ, Донські розповіді. 1923-1925" (1927).

## Сюжет
В основі сюжету твору, "шутейная" історія "бабиного бунту" в донській станиці. Головний герой Федот, зовні схожий на адмірала Колчака, відправлений козаками парламентарієм до бунтівником жінкам. Однак баби, неправильно витлумачили слово "амністія", відшмагали Федота кропивою. Історія завершилася станичним сходом, на якому під протокол було вирішено: "баб отродя більше не бити і обробити їхньому женисполкому десятину під соняшники". Стилістика твору обумовлена наданої йому формою оповіді.

## Персонажі
- Онисим ― сусід головного героя Федота.
- Гришка ― син головного героя Федота.
- Дуня ― дружина Онисима.
- Дружина ― безіменна дружина Федота.
- Настя ― уродженка хутора, комсомолка, за дорученням жениспокома веде агітацію серед хутірських жінок, захищаючи їх права.
- Стешка ― голова в хуторі.
- Стешкина дружина ― безіменна дружина Стешки.
- Федот ― оповідач і головний герой на прізвисько "Колчак", одружений, має двох дітей. Після сутички з хуторскими бабами відшмаганий ними кропивою.

## Адаптації
У 1963 році на Свердловській кіностудії по розповіді "Про Колчака, кропиві та інше" Михайла Шолохова був знятий короткометражний художній фільм "Коли козаки плачуть". Режисер-постановник Е. А. Моргунов.